# من أقاصي النسيان
من أقاصي النسيان (بالفرنسية: Du plus loin de l'oubli) هي رواية للكاتب الفرنسي باتريك موديانو،  الحائز على جائزة نوبل في الأدب عام 2014 و على الجائزة الكبرى للأكاديمية الفرنسية للرواية سنة 1972، وجائزة غونكور سنة 1978صدرت سنة 1996 عن دار غاليمار.ترجمت الى العربية. تعتبر الرواية من أبرز أعمال موديانو المتأخرة التي تبلور فيها مشروعه الأدبي القائم على استكشاف الذاكرة، والضياع، والهوية.

## ملخص الرواية
تحكي الرواية على لسان راوٍ يتذكر قصة حب غامضة عاشها في شبابه بباريس ولندن خلال الستينيات، حين التقى بامرأة تدعى جاكيه، تنتمي إلى عالم غير مستقر من العلاقات الغامضة والهوية غير الواضحة. ينجذب الشاب إليها، ويرافقها في مغامرات مشوشة بين الفنادق، والحانات، والمطارات، في أجواء يغلفها الضباب المادي والمعنوي. بعد اختفاء مفاجئ، يظل طيف جاكيه يلاحق الراوي لعقود، ويتحول السرد إلى تأمل حزين في ما لم يحدث، وفي استحالة استعادة الماضي.

## الثيمات الرئيسية
تمنح الرواية لمدينتين مركزيّتين هما باريس ولندن حضوراً ضبابياً يعكس الحالة النفسية للراوي، فتتحولان إلى فضائي اغتراب أكثر منهما موطنين فعليين.تعالج الرواية موضوع الهوية ككيان هارب يصعب الإمساك به، حيث تسعى البطلة إلى الانفلات من كل انتماء، باحثة عن ذات ضائعة وغير مستقرة. ويتماهى الراوي معها في هذه الرحلة البحثية، إلا أن كليهما لا يصل إلى نقطة يقين أو اكتشاف نهائي. ويرتبط هذا الهروب والبحث العميق بمسألة الذاكرة والنسيان، إذ يشير عنوان الرواية بوضوح إلى مركز ثقلها الموضوعي، المتمثل في الأشياء التي يميل الإنسان إلى نسيانها سواء طوعاً أو كرهاً، والأشخاص الذين يظلون في هوامش الحياة رغم محاولات استحضارهم المتكررة. في هذا السياق، تلعب مدينتا باريس ولندن دور فضائين ضبابيين يعكسان الحالة النفسية المتقلبة للراوي؛ حيث تتحول هاتان المدينتان إلى فضائي اغتراب نفسي أكثر منهما موطناً فعلياً، ما يعمق شعور التيه والاغتراب لدى الشخصيات ويبرز انسجام الرواية مع موضوعاتها الأساسية.

## الشخصيات
- الراوي (شخص بلا اسم): شاب في بداية العشرينات، يحاول أن يصبح كاتباً. يعيش على هامش الحياة الباريسية، ثم اللندنية. صوته السردي يشي بحنين ممزوج بالندم والتساؤل حول اختياراته الماضية.
- جاكيه (Jacquie): امرأة غامضة في الثلاثينات من عمرها، تبدو وكأنها تعيش بعدة هويات متزامنة. ماضيها مضطرب، وتتورط مع شخصيات رمادية في عالم غير واضح المعالم.
- غاي مارنر (Guy Marner): رجل ذو نفوذ غامض، يظهر فجأة في حياة جاكيه، يرمز إلى السيطرة والتهديد والتلاعب.
- صديقا الراوي في لندن: شخصيتان ثانويتان تقدمان له الدعم، لكنهما سرعان ما تتلاشيان من النص، مما يعزز ثيمة النسيان.

## الأسلوب والسرد
تتبع الرواية أسلوب موديانو المعتاد القائم على التذكر والتشظي الزمني، حيث لا وجود لخط زمني ثابت، بل ننتقل بين فترات زمنية مختلفة من خلال استرجاعات مبهمة. كما توظف الرواية لغة مقتصدة، موحية، تنقل الحنين واللايقين بشكل شاعري.يُلاحظ تأثير رواية "سيدة المرتفعات" و"الغريب" لكامو في نبرة السرد اللامبالية والوجودية. كما تحضر الخلفية التاريخية لفضيحة "كريستين كيلر" و"لورد ريتشاردسون" في خلفية الأحداث.

## الاستقبال النقدي
أشاد النقاد بأسلوب الرواية وبنيتها التأملية. كتبت هانيلور شلافَر في Frankfurter Allgemeine Zeitung أنها "قصيدة حزينة عن فرصة ضائعة". وأشاد ميشائيل آلتِن بأسلوبها الذي يجمع بين الغموض والحزن الكتيم.